# Нитобург, Эдуард Львович
Эдуа́рд Льво́вич Нитобу́рг (28 декабря 1918, Владикавказ — 27 декабря 2008) — советский и российский учёный-американист. Доктор исторических наук, профессор, ведущий научный сотрудник Института этнологии и антропологии РАН, заслуженный деятель науки РСФСР (1989).

## Биография
Учился в Ленинградском (1941–42) и Среднеазиатском (Ташкентском) (1942–44) университетах. В 1944 году окончил Среднеазиатский государственный университет. В 1946–48 – в аспирантуре Московского городского педагогического института. В 1950 году защитил кандидатскую диссертацию «Империалистическая политика США на Кубе» 1933—1936 годов (интервенция под маской „добрососедства“)», в 1966 году — докторскую. В 1952—1960 годах — преподаватель, доцент Чувашского государственного педагогического института (ЧувашГПИ). С 1961 года — сотрудник Института этнографии АН СССР.
Автор около 300 научных публикаций, более 20 монографий и других книг. Область научных интересов: история политики США в странах Латинской Америки; этническая история, формирование и консолидация наций в этих странах; расизм и разработка теоретического аспекта этнорасовых отношений в странах Западного полушария; история русской и еврейской диаспор в США.

## Основные работы
- Политика американского империализма на Кубе (1918—1939). М., 1965.
- Похищение жемчужины. Полтора века экспансионистской политики США на Кубе. М., 1968.
- Чёрные гетто Америки. М., 1971.
- Негры США. XVII — начало XX вв. Историко-этнографический очерк. М.: Наука, 1979.
- Трагедия Гренады (в соавторстве), 1984.
- Африканцы в странах Америки. Негритянский компонент в формировании наций Западного полушария, 1987 (ответственный редактор и соавтор).
- Церковь афроамериканцев в США. М.: Наука, 1995. — 264 с.
- Евреи в Америке на исходе XX в. М., 1996.
- Афроамериканцы США. XX век: этноисторический очерк. М.: Наука, 2009. 583 с. ISBN 978-5-02-036758-6
- Русские в США: История и судьбы, 1870—1970: Этноисторический очерк. — М.: Наука, 2005. — 422 с.
- Нитобург Э. Л., Ровинская Е. Л. Гренада: судьбы большой революции в маленькой стране Архивная копия от 24 ноября 2021 на Wayback Machine // Новая и новейшая история. — 1984. — № 5. (в соавторстве)
- Нитобург Э. Л. Русские религиозные сектанты и староверы в США Архивная копия от 24 декабря 2005 на Wayback Machine // Новая и новейшая история. — 1999. — № 3. — С. 34—51.
- Нитобург Э. Л. США: Цветной барьер в прошлом и настоящем // Новая и новейшая история. 1997. № 2.
- Аверкиева, Юлия Павловна / Нитобург Э. Л. // А — Анкетирование. — М. : Большая российская энциклопедия, 2005. — С. 73. — (Большая российская энциклопедия : [в 35 т.] / гл. ред. Ю. С. Осипов ; 2004—2017, т. 1). — ISBN 5-85270-329-X.